# 三谷紬
三谷 紬（みたに つむぎ、1994年4月4日 - ）は、テレビ朝日のアナウンサー。

## 来歴・人物
千葉県佐倉市出身。実家は呉服店を営んでいる。
共立女子中学校・高等学校、法政大学社会学部メディア社会学科卒業後、2017年アナウンサーとして同社入社。同期入社は井澤健太朗、林美桜の2人。
大学時代は「法政大学自主マスコミ講座」を受講し、在学中は法大の入学式や卒業式で司会を務めた。同講座の同期に是永千恵（NHK）・瀬戸光（NHK）・黒瀬翔生（フジテレビ）がいる。ゼミの先生からの「アナウンサーのインターンになったら」という助言を受ける形で、テレビ朝日アスクに通っていた。
趣味はサッカー観戦で、休日にはプライベートでもサッカースタジアムに観戦に行くほどである。マスメディア業界に進んだのも、最初はサッカーに関わるスポーツ記者になりたいと思ったことがきっかけである。サッカーファンになったきっかけは2002年の日韓ワールドカップであり、その時は宮本恒靖選手の大ファンであり、当時小学生ながら「この人凄くカッコいいなあ」と思っていたとのこと。また法政大学在学時にはサッカーサークルでマネージャーを務めていた。
特定の贔屓チームを作らずに日本サッカー界に関わってる人達を全般的に応援しており、2022年のインタビューでは、これから注目すべき未来の“イチ推し”Jリーガーとして中島大嘉（名古屋グランパス）、荒木遼太郎（鹿島アントラーズ）、山根視来（川崎フロンターレ）などの名前を挙げている。
他局の同期アナ（2017年入社）で、元TBSの山本里菜（現・セント・フォース所属）、テレビ東京の角谷暁子、元フジテレビの久慈暁子（現・インセント所属）、日本テレビの佐藤梨那と親交があり、それぞれのInstagramで登場し合っている。
またテレビ神奈川の照井七瀬（元岩手朝日テレビ）とは古くからの友人であり、仲がとてもいい。
2020年3月からはテレビ朝日の公式YouTubeチャンネル「動画、はじめてみました」で、「いつでもウェディングドレスが着られるように」と10kgの減量を宣言。このダイエット企画の投稿は、7月1日時点で累計再生回数が約573万回を記録している。途中で8kg減量に目標を変更するものの、最終的には2022年3月31日に「ダイエット企画、無事今日をもって終了しました!」「マイナス10キロ達成」と10kgのダイエットに成功した。
2024年10月に同僚アナの吉野真治、寺川俊平と共に日本サッカー協会（JFA）公認D級コーチライセンスを取得した。

## 出演番組
報道・情報番組
| 期間       | 期間      | 番組名                             | 役職                       |
| ---------- | --------- | ---------------------------------- | -------------------------- |
| 2017年10月 | 2019年3月 | 報道ステーション                   | 金曜日気象情報キャスター   |
| 2018年10月 | 2021年9月 | ABEMA的ニュースショー（AbemaTV）   | サブMC                     |
| 2018年10月 | 2020年9月 | やべっちFC〜日本サッカー応援宣言〜 | 進行・取材キャスター       |
| 2019年10月 | 現在      | アベマ倍速ニュース（AbemaTV）      | 月曜日担当キャスター       |
| 2020年10月 | 2021年3月 | スーパーJチャンネル                | 土曜日フィールドキャスター |
| 2022年4月  | 現在      | ラブ!!Jリーグ                      | 進行役                     |

バラエティ・スポーツ関連番組・その他
- EXITのモータースポーツ応援宣言（ナレーター）
- 美味しい競馬（テレ朝動画）
- ロボット旅日本一周〜タカラモノクダサイ〜（2017年10月22日 - 2018年9月30日）進行[27]
- ラストアイドル in AbemaTV（AbemaTV、2018年6月10日 - 8月26日）進行
- 無料屋（2019年11月29日 - 2020年9月25日）進行
- News Access（BS朝日、不定期）
- 新日ちゃんぴおん!（2020年10月 - ）MC[28]
- チャント!!Jリーグ（2021年10月9日 - 2022年3月26日）
- あるある土佐カンパニー（2020年10月 - 2022年3月）
- まだアプデしてないの?（2021年4月17日 - 2023年6月24日）進行
- ももクロちゃんと!（2023年10月7日 - ）
- 激レアさんを連れてきた。（2024年1月15日）MCの弘中綾香アナウンサーが2023年10月23日の放送をもって産休入りしたため、代役としてこの日に登場[29]。
- 永野&くるま クレバーなクレーマー（2024年7月2日〈1日深夜〉 - 23日〈22日深夜〉）
- 永野&くるまのひっかかりニーチェ（2024年10月3日〈2日深夜〉 - ）

## その他
- 週刊ヤングジャンプ 2020年52号 表紙（2020年11月26日発売）、2022年35号 表紙（2022年8月1日発売）[30]